# Alarik Hernberg
Verner Alarik Hernberg, född 2 mars 1869 i Helsingfors, död 9 oktober 1941 i Helsingfors, var en finländsk jurist och adjunkt i civilrätt vid Helsingfors universitet.
Alarik Hernberg var son till senatens översättare Robert Nikolai Hernberg (1831-1887) och Amanda Strandberg. År 1896 gifte han sig med Naëma Tavaststjerna. Han var far till affärsmännen Gunnar Hernberg och Runar Hernberg samt läkaren Carl August Hernberg.
Hernberg tog studenten vid Svenska normallyceum 1888. Han studerade juridik vid Helsingfors universitet och avlade rättsexamen 1893 samt licentiatexamen 1916. Han blev vice häradshövding 1899. Åren 1924-1936 var han adjunkt i civilrätt vid Helsingfors universitet. Alarik Hernberg författade flera publikationer om juridik. Han omkom i en trafikolycka.